# All Summer Long
All Summer Long is de derde single van Rock 'n Roll Jesus, het negende studioalbum van Kid Rock.

## Achtergrondinformatie
In Nederland, waar Kid Rock vooral bekend is als de (ex-)man van Pamela Anderson, wordt het nummer als eerste single uitgebracht. Het nummer is een mash-up van de nummers "Werewolves of London" van Warren Zevon en "Sweet Home Alabama" van Lynyrd Skynyrd. In het nummer speelt Billy Powell piano.
"All Summer Long" is een verhaal over een jonge man die met zijn eerste liefde op zomerkamp is in 1989, waarbij ze verliefd worden in het nummer "Sweet Home Alabama". Jaren later denkt hij nog steeds terug aan haar bij het horen van dat nummer en verlangt hij haar weer terug te zien.
De mash up is gemaakt door Mike Bradford, die zodoende de producer is van het nummer. Het nummer was het officiële themanummer van de World Wrestling Entertainment 2008.
In Nederland krijgt Kid Rock voor het eerst sinds 1999 (met het nummer "Cowboy", dat in de tipparade strandde) weer aandacht. "All Summer Long" werd verkozen tot 3FM Megahits en 538 Alarmschijf.

## Parodie
In het Nederlands werd in juni 2008 een parodie op dit nummer gemaakt door KidB featuring Martin van der Starre, genaamd "Una Paloma Blanca Heel de Zomer Lang". Zoals de titel al doet vermoeden gaat het nummer ook hier over een verliefd stel, maar dan in verband met het nummer "Paloma Blanca" van de George Baker Selection in plaats van "Sweet Home Alabama".

## Tracklist
1. "All Summer Long" (albumversie)
2. "Bawitdaba"

## Hitnotering
| All Summer Long in de Nederlandse Top 40 - binnen: 29 juni 2008 | All Summer Long in de Nederlandse Top 40 - binnen: 29 juni 2008 | All Summer Long in de Nederlandse Top 40 - binnen: 29 juni 2008 | All Summer Long in de Nederlandse Top 40 - binnen: 29 juni 2008 | All Summer Long in de Nederlandse Top 40 - binnen: 29 juni 2008 | All Summer Long in de Nederlandse Top 40 - binnen: 29 juni 2008 | All Summer Long in de Nederlandse Top 40 - binnen: 29 juni 2008 | All Summer Long in de Nederlandse Top 40 - binnen: 29 juni 2008 | All Summer Long in de Nederlandse Top 40 - binnen: 29 juni 2008 | All Summer Long in de Nederlandse Top 40 - binnen: 29 juni 2008 | All Summer Long in de Nederlandse Top 40 - binnen: 29 juni 2008 | All Summer Long in de Nederlandse Top 40 - binnen: 29 juni 2008 | All Summer Long in de Nederlandse Top 40 - binnen: 29 juni 2008 | All Summer Long in de Nederlandse Top 40 - binnen: 29 juni 2008 | All Summer Long in de Nederlandse Top 40 - binnen: 29 juni 2008 | All Summer Long in de Nederlandse Top 40 - binnen: 29 juni 2008 | All Summer Long in de Nederlandse Top 40 - binnen: 29 juni 2008 | All Summer Long in de Nederlandse Top 40 - binnen: 29 juni 2008 | All Summer Long in de Nederlandse Top 40 - binnen: 29 juni 2008 | All Summer Long in de Nederlandse Top 40 - binnen: 29 juni 2008 |
| Week                                                            | 1                                                               | 2                                                               | 3                                                               | 4                                                               | 5                                                               | 6                                                               | 7                                                               | 8                                                               | 9                                                               | 10                                                              | 11                                                              | 12                                                              | 13                                                              | 14                                                              | 15                                                              | 16                                                              | 17                                                              | 18                                                              |                                                                 |
| --------------------------------------------------------------- | --------------------------------------------------------------- | --------------------------------------------------------------- | --------------------------------------------------------------- | --------------------------------------------------------------- | --------------------------------------------------------------- | --------------------------------------------------------------- | --------------------------------------------------------------- | --------------------------------------------------------------- | --------------------------------------------------------------- | --------------------------------------------------------------- | --------------------------------------------------------------- | --------------------------------------------------------------- | --------------------------------------------------------------- | --------------------------------------------------------------- | --------------------------------------------------------------- | --------------------------------------------------------------- | --------------------------------------------------------------- | --------------------------------------------------------------- | --------------------------------------------------------------- |
| Nummer                                                          | 14                                                              | 4                                                               | 3                                                               | 3                                                               | 4                                                               | 4                                                               | 4                                                               | 2                                                               | 2                                                               | 3                                                               | 5                                                               | 5                                                               | 6                                                               | 6                                                               | 9                                                               | 13                                                              | 24                                                              | 39                                                              | uit                                                             |

### NPO Radio 2 Top 2000
| Nummer met noteringen in de NPO Radio 2 Top 2000 | '09  | '10  | '11  | '12  | '13  | '14  | '15  | '16  | '17  | '18  | '19  | '20  | '21  |
| ------------------------------------------------ | ---- | ---- | ---- | ---- | ---- | ---- | ---- | ---- | ---- | ---- | ---- | ---- | ---- |
| All Summer Long                                  | 1440 | 1305 | 1212 | 1045 | 1210 | 1343 | 1395 | 1716 | 1851 | 1697 | 1854 | 1899 | 1874 |

1. ↑  Een vetgedrukt getal geeft de hoogste notering aan.
2. ↑  2009 was het eerste jaar met een notering voor dit nummer.
3. ↑  Deze tabel is bijgewerkt tot en met de laatste editie (2024).